# Fruithurst, Alabama
Fruithurst là một thị trấn thuộc quận Cleburne, tiểu bang Alabama, Hoa Kỳ. Dân số năm 2009 là 285 người, mật độ đạt 110 người/km².